# Давід Ломбан
Давід Родрігес Ломбан (ісп. David Rodríguez Lombán, нар. 5 червня 1987, Авілес) — іспанський футболіст, який грає на позиції захисника. Відомий за виступами у складі низки іспанських клубів, зокрема«Валенсія», «Херес», «Гранада» та «Малага», а також у складі юнацької збірної Іспанії різних вікових груп.

## Клубна кар'єра
Давід Ломбан народився у 1987 році в місті Авілес. Розпочав займатися футболом у школі клубу «Ов'єдо», пізніше перейшов до школи футбольного клубу «Валенсія». З 2006 року включений до заявки клубу, проте до 2010 року зіграв лише 3 матчі в чемпіонаті, більшість ігрового часу проводячи в складі фарм-клубу «Валенсія Месталья», а в 2009—2010 роках грав у оренді в клубі «Саламанка».
У 2010 році Давід Ломбан перейшов до складу клубу Сегунди «Херес», в якому грав до 2012 року. У 2012 році Ломбан перейшов до другого складу «Барселони», в якому грав протягом одного сезону.
З 2013 до 2015 року футболіст грав у складі «Ельче», а з 2015 до 2017 років у складі клубу Прімери «Гранада». У 2017—2018 роках Ломбан грав у складі клубу «Ейбар».
У 2018 році Давід Ломбан став гравцем клубу «Малага». У цьому клубі футболіст не тільки став гравцем основного складу, а й капітаном команди. У складі «Малаги» грав до травня 2022 року, зігравши 86 матчів в національному чемпіонаті.

## Виступи за збірні
2004 року Давід Ломбан дебютував у складі юнацької збірної Іспанії (U-17), загалом на юнацькому рівні взяв участь у 12 іграх, відзначившись одним забитим голом.